# 鎧畑ダム
鎧畑ダム（よろいはたダム・よろいばたダム）は、秋田県仙北市、一級河川・雄物川水系玉川上流部に建設されたダムである。
建設省東北地方建設局が施工し、秋田県に管理が移管された高さ58.5メートルの重力式コンクリートダム。国土総合開発法によって計画された阿仁田沢特定地域総合開発計画の一環として、玉川の治水と出力1万5,700キロワットの電力を生み出す水力発電を目的とし、雄物川水系で最初に建設された多目的ダムである。ダムによって形成される人造湖は秋扇湖（しゅうせんこ）と命名された。

## 地理
玉川は雄物川水系において皆瀬川、役内川と並ぶ主要な支流の一つである。八幡平付近を水源を発し玉川温泉付近を水源とする渋黒川を合流して酸性度の高い河川となり、田沢湖の東を縫うように南へ流れ、途中抱返り渓谷を形成して南西に流路を変え角館において桜並木で知られる桧木内川を合わせ、大仙市において雄物川に合流する。流路延長104キロメートル、流域面積1,219平方キロメートルで雄物川水系全流域面積の四分の一を占める最大級の支流である。ダムは田沢湖の北方に建設され、ダム名は建設地点の旧地名である鎧畑を採った。なお、建設当時の所在自治体は仙北郡田沢村、昭和の大合併後は仙北郡田沢湖町であったが、平成の大合併によって角館町などと合併し仙北市となった。
玉川には鎧畑ダムのほか玉川ダム、夏瀬ダム、神代ダムと四箇所のダムが建設されているが、鎧畑ダムは上流より二番目、玉川ダムの直下流に位置する。また神代・夏瀬ダムに続いて三番目に建設されたダムとなっている。

## 歴史

### 雄物川堰堤総合開発計画
雄物川は秋田県北部を流れる米代川と共に、旧久保田藩時代より流域の母なる川として重要な位置を占めていた。しかし大雨や台風の際には容易に洪水をひき起こす「暴れ川」でもあり、流域住民への被害は一再ではなかった。雄物川の中流部は大仙市（旧仙北郡西仙北町）刈和野から秋田市妙法付近に至るおよそ26キロメートルが狭窄部となっている。このため上流部で大雨が降ると雄物川を始め支流の玉川、皆瀬川・成瀬川、役内川、横手川などの洪水は一挙に大仙市（旧大曲市）付近に集中するが、刈和野の狭窄部入口で流れが塞がれてしまい、さながら天然の遊水池のような状態になる。このため大曲、仙北一帯は大雨のたびに浸水被害が顕著であった。専門的にはこのような洪水現象をバックウォーター現象と呼び、北上川の岩手県一関市や球磨川の熊本県人吉市などでも見られる。これらの地域は往々にして洪水常襲地帯であり、根本的な解決策は洪水流下促進のための川幅拡張であるが、26キロメートルもの狭窄部を全て拡張するのは技術的見地、また住民移転・農地移転などの補償問題などがあり不可能であった。
1947年（昭和22年）7月、雄物川流域は豪雨に見舞われ仙北郡一帯はまたも大きな被害を受けた。狭窄部でせき止められた洪水による浸水面積は40平方キロメートル、浸水量は1億2,000万立方メートル、最大水位8.9メートルとあたかも巨大ダムが出来たかのような有様であり、被害額は当時の額で10億1,000万円に上った。雄物川は明治以降河川改修が実施されていたが、上流から下流までの堤防建設などが主体であり、基本高水流量を毎秒5,560立方メートルと想定して改修を進めていた。ところがこの水害では毎秒7,900立方メートルと基本高水流量を毎秒2,000立方メートルも上回り、従来の治水計画は破綻を来たした。さらに9月にはカスリーン台風、翌1948年（昭和23年）にはアイオン台風が襲い、雄物川流域は連続して大災害を被る。これらの災害を受け新たな対策としてダムによる洪水調節が検討される。東京帝国大学教授・内務省土木試験所長の物部長穂が提唱した河水統制事業はアメリカでのTVAの成功もあって戦後日本の河川行政の根幹になっており、物部の故郷である秋田においても計画されたのである。
建設省は雄物川水系の総合開発である雄物川堰堤総合開発計画を計画したが、雄物川本流にはダムを建設するだけの適地が存在しなかったため、刈和野狭窄部より上流で雄物川に合流する支流のうち流域面積が広い玉川、皆瀬川、役内川に洪水調節用ダムを四箇所建設する方針を打ち出した。玉川の鎧畑地点、皆瀬川の雄勝郡皆瀬村貝沼地点と皆瀬川支流成瀬川の雄勝郡東成瀬村肴沢（さかなざわ）地点、役内川の雄勝郡雄勝町川井地点がダム建設予定地に選ばれたが、調査の結果鎧畑地点が最もダム建設に適しているという結果から、玉川のダム建設をまず行うことにした。

### 阿仁田沢特定地域総合開発計画の指定
一方、玉川は急流で流量も豊富なことから水力発電の適地として既に雄物川に先立ち水力発電と灌漑、および玉川の酸性度中和を目的に玉川河水統制事業が着手されていた。1938年（昭和13年）より東北振興電力によって水力発電計画が進められ、翌1939年（昭和14年）の電力管理法施行に伴い日本発送電が事業を受け継ぎ、田沢湖を利用した生保内発電所（3万1,500キロワット）と神代ダムを利用した神代発電所（1万9,700キロワット）が1940年（昭和15年）に運転を開始している。戦後もその機運は続いていたが電力需要の増大を背景に1950年（昭和25年）第3次吉田内閣は国土復興と経済発展を促すべく、全国22箇所の特定地域を選定して強力な地域開発を行うことを基本方針とした国土総合開発法を制定。秋田県では雄物川水系および米代川水系阿仁川流域を包括して治水と灌漑、電源開発を行う事業として阿仁田沢特定地域総合開発計画が立案された。これにより玉川流域の水力発電開発はより強力に推進され、建設省のダム計画に秋田県営の公営発電事業が相乗りする方向となった。
阿仁田沢特定地域総合開発計画の発足によって雄物川水系の河川開発計画は一挙に進められ、雄物川支流の四ダム計画も治水と灌漑、発電を主眼に置いた多目的ダム計画として進められることになった。皆瀬川の貝沼ダム、成瀬川の肴沢ダム、役内川の川井ダムと共に鎧畑ダムは計画され、四ダムの第一弾として着手されたのである。戦前は日本発送電が発電用として、終戦後からは秋田県が調査を進めていたが、上記の理由もあり1951年（昭和26年）より建設省東北地方建設局が事業を承継している。

## 補償
鎧畑ダムの建設に伴って、民家9戸11世帯、公共建物1棟、水田8ヘクタール、畑地7.3ヘクタール、山林76.6ヘクタールが水没することになった。ダムの規模に比べて水没する物件は少ないが、ダム建設の反対運動は強固であった。
この当時は治水、あるいは水力発電を目的としたダム建設が日本各地で盛んに行われていたが、それに伴う反対運動も激化していた。特に只見特定地域総合開発計画の根幹でもあった田子倉ダム（只見川）における反対運動は田子倉ダム補償事件として連日報道され、藤原ダム（利根川）や湯田ダム（和賀川）の補償問題もその激しさからしばしば報道されていた。住民はこうした報道を受け、田沢総合開発協議会・鎧畑ダム被害対策協議会を結成してダム建設に激しく反発。建設省関係者の村落立入拒否や用地調査協力を拒否するなど抵抗を強めた。
建設省は1954年（昭和29年）春より順次補償基準を呈示し用地買収協議を申し出たが、協議会側は建設省の補償基準に対し強い不満を持った。それは田子倉ダムや佐久間ダム（天竜川）において事業者の電源開発が高額の補償金を呈示した、また建設省も藤原ダムにおいて高額の補償呈示を行ったという報道がなされていたためであり、これらのダムと同程度の補償金額を求めた。これに対し建設省は地元出身の職員を補償担当として交渉に当たらせ、双方の意思疎通を円滑にするため苦情処理係を設置して調停や斡旋を図った。それでも反対運動は止まず、建設省では土地収用法による強制収用も検討したが事態の膠着化を望まない池田徳治秋田県知事（当時）が周旋に乗り出し、最終的に約3億4,500万円（当時）の補償額で妥結した。その後ダムは1957年（昭和32年）10月に完成、翌1958年（昭和33年）8月、元の事業者である秋田県に管理が移管され、現在に至る。
鎧畑ダムでは強固な反対運動が展開されたが、父祖伝来の故郷を失う住民が将来の生活について不安を抱いていたことが反対運動に結びついており、それが先述の行動につながっている。しかし建設省側ではこうした補償金額上乗せなどの補償交渉に望む住民の姿勢を「狂奔」と表現しており、真剣勝負の住民との間に意識の差が出ている。こうした建設省の態度は岩手県に建設された石淵ダム（胆沢川）などでも見られ、住民の不満はやがて蜂の巣城紛争において爆発する。

## 目的

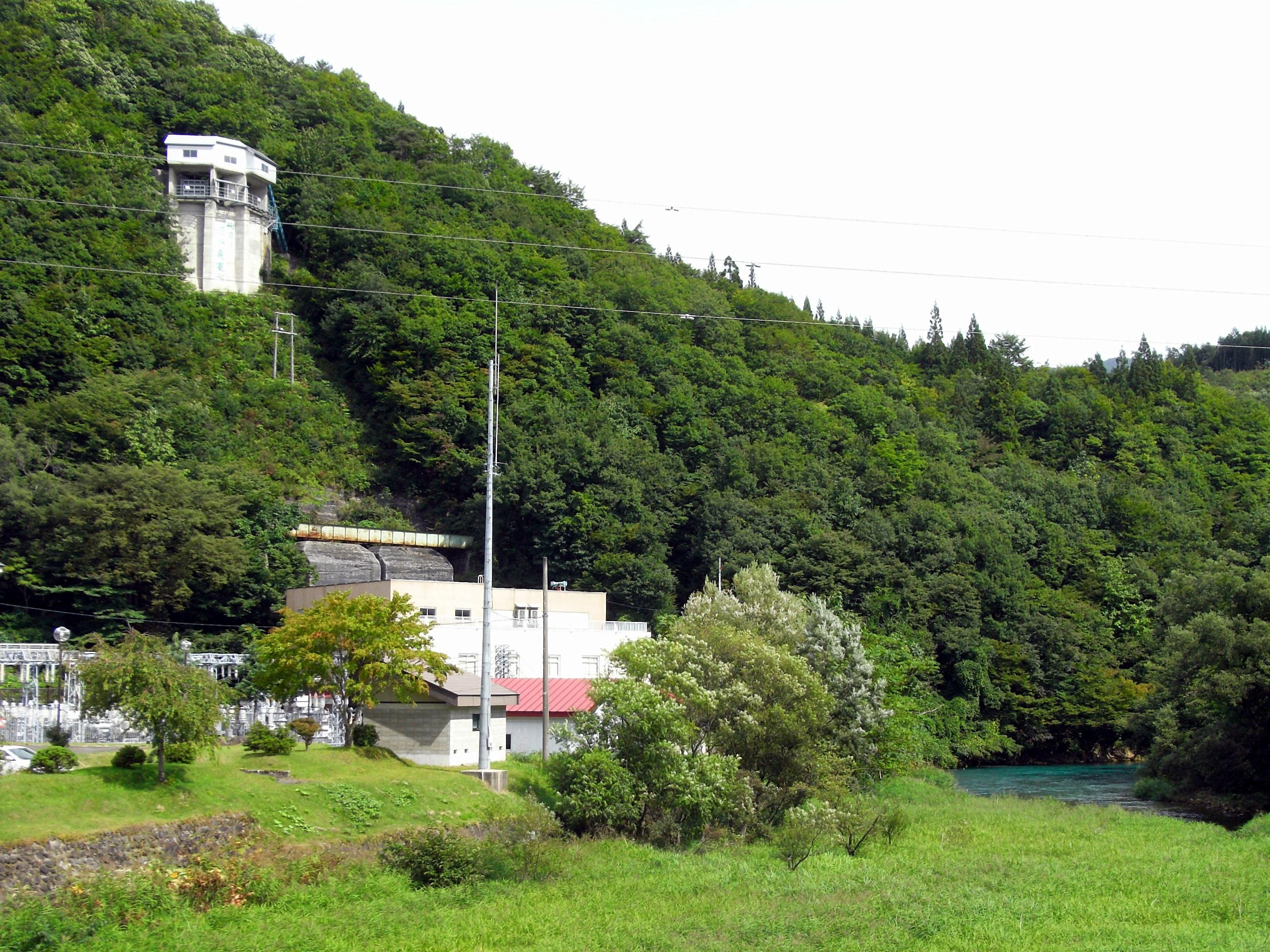
鎧畑発電所

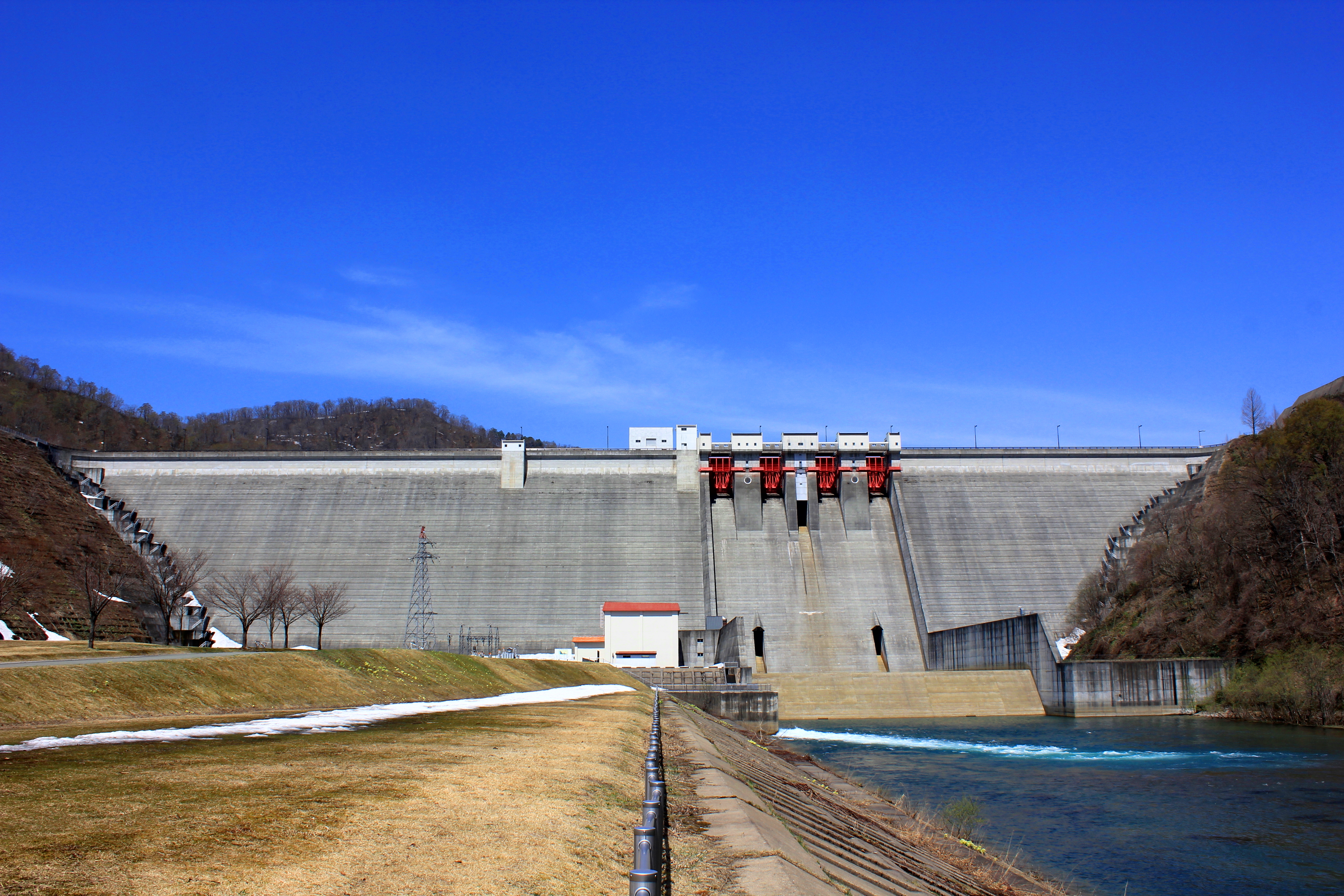
玉川ダム。東北地方最大級のダムで鎧畑ダムの直上流に建設された。

鎧畑ダムの目的は洪水調節と水力発電である。当初計画では田沢湖を水源としている約8,800町歩の農地に対する不特定利水と、田沢疏水の水源として新規開墾農地約2,500町歩への灌漑用水供給も目的としていた。このため当初は高さ70メートル、総貯水容量9,400万立方メートルの規模であったが、1952年（昭和27年）に下流の玉川頭首工が2メートルかさ上げされたことでそれら農地への用水補給が頭首工単独でも可能になったことからダムによる灌漑用水供給が不要となり、不特定利水と灌漑目的は外れた。このためダムの規模も現在のものへと縮小されている。
洪水調節については玉川流域・雄物川中流域を対象として、ダム地点で毎秒1,100立方メートルの洪水を600立方メートルカットし、下流には半分以下の毎秒500立方メートルを放流。さらに堤防整備などと組み合わせて治水基準点の大仙市長戸呂地点で毎秒2,860立方メートルの洪水を毎秒2,400立方メートルに抑制する。水力発電についてはダム下流、国道341号鎧畑大橋直下流にダム水路式発電所である鎧畑発電所（写真）を建設、常時3,000キロワット・最大1万5,700キロワットを発電する。さらにダムから放流することで下流に建設された生保内・夏瀬・神代の三発電所の出力も増加させる。発電所は1956年（昭和31年）11月17日に運転を開始しているが、その後発電所を管理する秋田県企業局は玉川流域の電力開発を進め、田沢湖（1958年。7,300キロワット）・小和瀬（1961年。8,800キロワット）・玉川（1990年。2万3,600キロワット）を完成させ、現在は鎧畑発電所傍にある玉川発電事務所において統合管理を行っている。

### ダム再開発
雄物川四ダム計画の第一弾として鎧畑ダムは完成し、続く第二弾として皆瀬川の貝沼ダムが皆瀬ダムと名を改め1963年（昭和38年）に完成した。しかし残りの二ダム、成瀬川の肴沢ダムと役内川の川井ダムについては遅くとも1960年代までには立ち消えとなっており、四ダム計画は不完全なまま終結する。この間高度経済成長や農地拡大による利水需要の増大、さらに1966年（昭和41年）に雄物川が一級河川に指定されたことによる雄物川水系工事実施基本計画での治水計画改訂によって玉川に新たなダム計画が浮上する。これが玉川ダムであり1990年（平成2年）完成するが、玉川ダムは鎧畑ダムにはない不特定利水・灌漑・上水道供給・工業用水道供給の目的を持つため、利水供給の放流を行う。それに伴い鎧畑ダムでも玉川ダムより放流した利水供給分の水量を放流しなければならなくなった。しかし鎧畑ダムには洪水調節用のゲートしかないため、利水放流設備を新設することになり1990年よりダム再開発事業を実施した。
これはダム本体に直径4.4メートル、全長29メートルの穴を開け、放流管を通して下流に放流するというものであり、ダムは貯水しながら工事するという施工法であった。日本で初の試みとなるこの工法であるが大過なく2年後に完成。現在はダム右岸にある制御所より放流を行っている。これによって、ダムから鎧畑発電所の間の玉川は以前は水の流れない涸れ川であったが、現在は流水が復活している。なお、この穴あき工法は田瀬ダム（猿ヶ石川）や奥只見ダム（只見川）でも施工されている。

## 秋扇湖

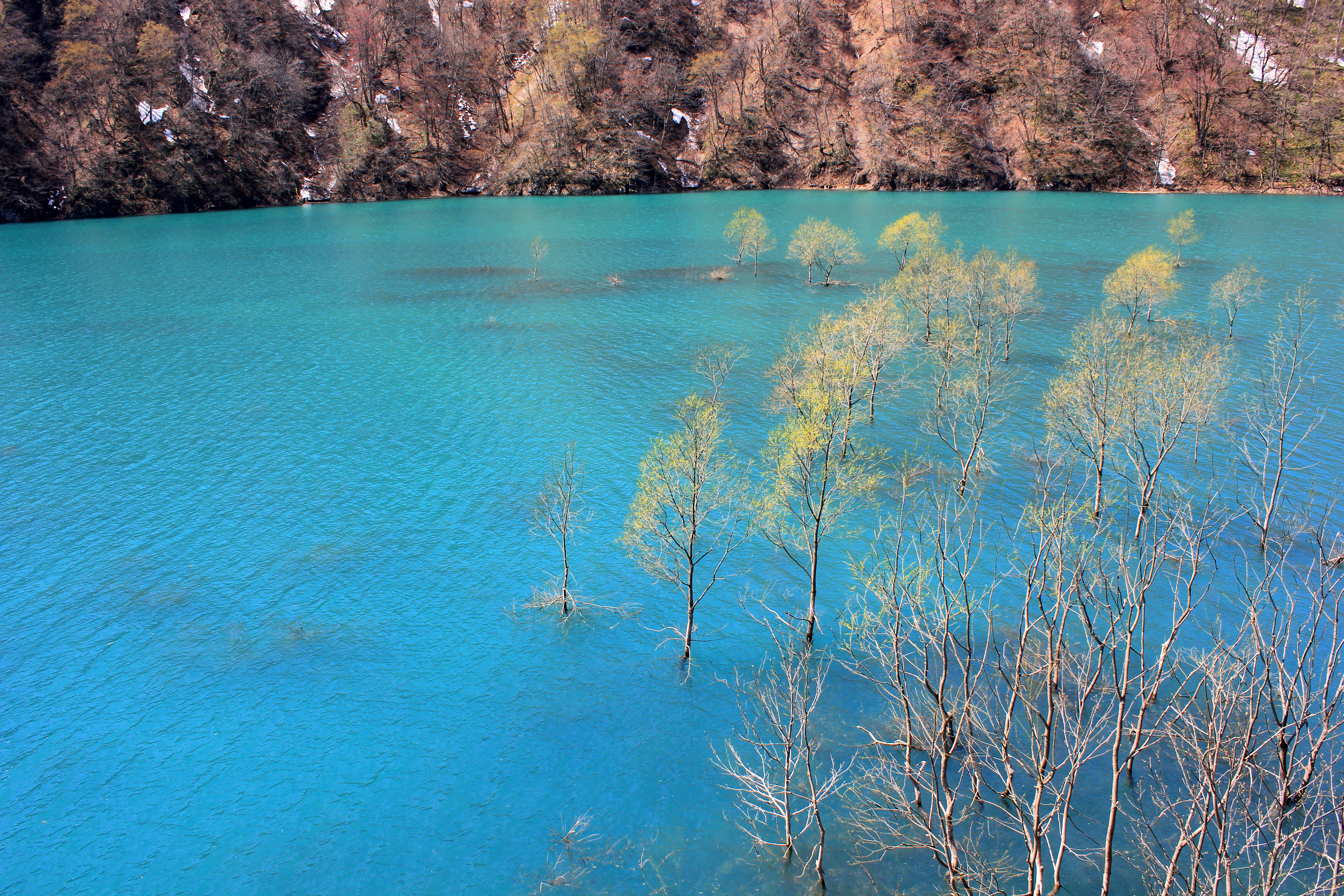
秋扇湖。コバルトブルーの湖水を湛える。

鎧畑ダムによって形成された人造湖は完成より長らく鎧畑貯水池と呼ばれていたが、1987年（昭和62年）に一般公募によって秋扇湖と命名された。名の由来であるが、ダム下流にある秋田県内の受益地が扇形の範囲であることと、水没した集落に扇ノ又集落があったことからそれらを総合して命名された。完成以後秋田県における最大規模の人造湖であったが、玉川ダムの完成によりその座を明け渡している。地図で見ると玉川ダムの人造湖・宝仙湖が巨大なため小さく見えるが、貯水池の規模としては完成した秋田県内のダムでは2015年（平成27年）現在第三位の貯水容量を誇る。
秋扇湖の特徴としては、湖水がコバルトブルーと独特の色になっている。これは玉川の酸性水を中和するため源流部で石灰による中和を行っているためで、玉川ダム完成前は秋扇湖において事実上河川水の中和と撹拌を行っていたため、石灰の成分が混ざってコバルトブルーになっている。現在は宝仙湖で中和・撹拌を行っているが、宝仙湖もやはり同様の色調である。しかし水質については良好で、2006年（平成18年）に環境省と秋田県が発表した日本全国の河川・湖沼・海域水質調査において調査した全国180水域において最も良好な水質であることが判明した。また、完成から50年以上を経過した鎧畑ダムのコンクリートやゲートは、酸性水の影響を受けていない。これは玉川の水質が改善したこともあるが、建設当時に貯水池のpHを3.5に想定して施工を工夫、コンクリートは酸に強い50:50高炉セメントを使用し、ゲートは巻き上げ式として巻き上げ用のワイヤーは湖水に触れない設計を採用。また湖水に接触するが交換不可能な部品は全てステンレスとするなど耐酸対策を万全にしたことも好影響を与えている。

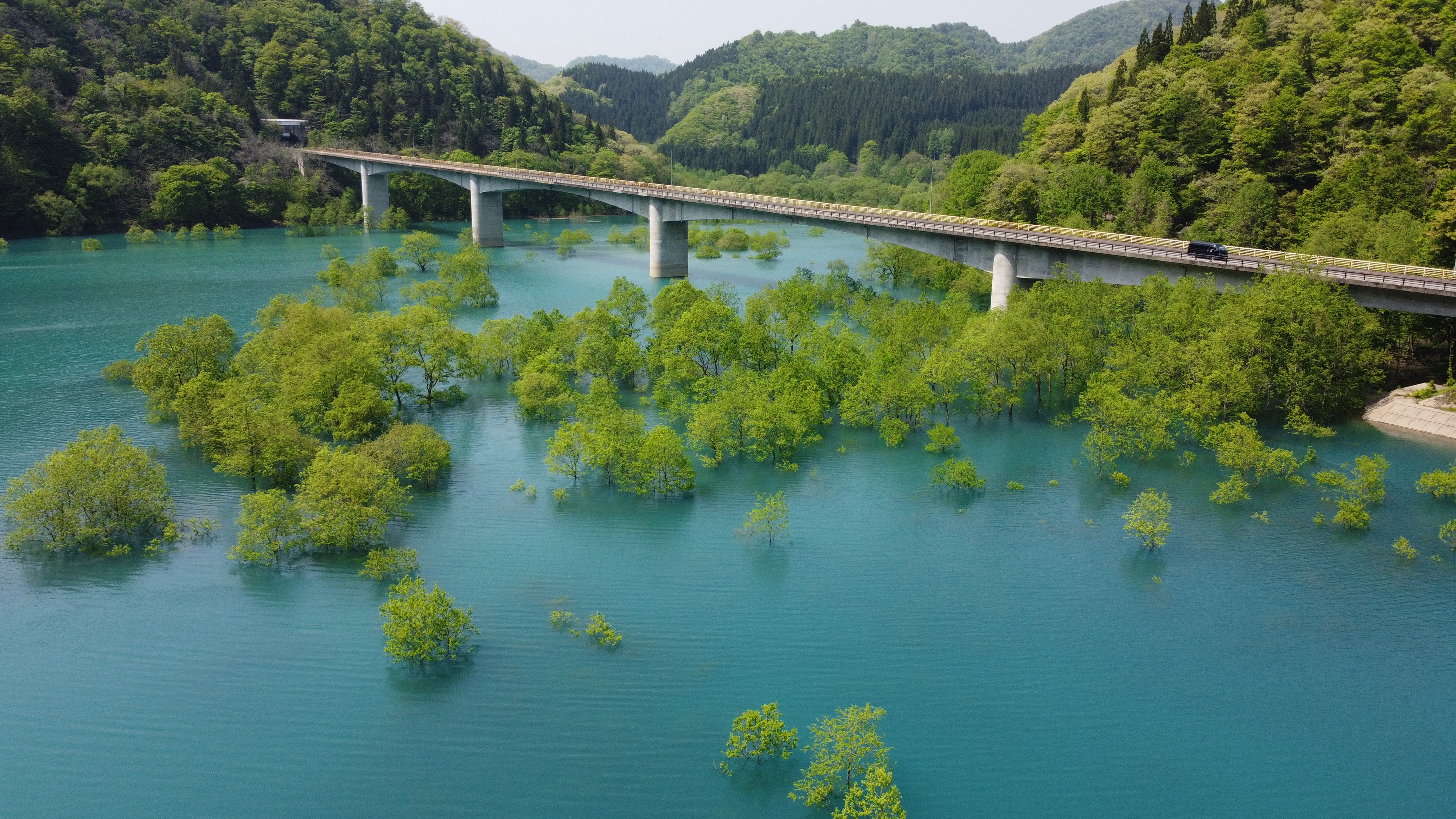
秋扇湖水没林空撮

鎧畑ダム・秋扇湖へは公共交通機関を利用した場合JR田沢湖線・秋田新幹線田沢湖駅より羽後交通バスで「鎧畑」行きに乗り、「鎧畑ダム入口」停留所下車後管理事務所方面へ徒歩約30分で到着する。玉川ダム・玉川温泉行きの急行もあるが期間限定なので利用する際には運行確認が必要。車では東北自動車道盛岡インターチェンジより国道46号を西進、または秋田自動車道大曲インターチェンジより国道105号経由で国道46号を北進し何れも田沢湖方面へ向かい、その後国道341号を玉川温泉方面へ進み鎧畑発電所が見えたら橋を渡らずに直前で左折、そのまま直進すれば到着する。国道よりダムまでは道路が狭隘なので玉川に転落しないよう注意する必要がある。春先の融雪期には豪快な放流を見ることが出来る。